# Wallamanův vodopád
Wallamanův vodopád (Wallaman Falls) je 305 metrů vysoký vodopád na říčce Stony Creek v australském státě Queensland. Nachází se 50 km jihozápadně od města Inghamu v národním parku Girringun, který patří mezi dešťové pralesy Queenslandu zapsané na seznam Světového dědictví UNESCO. 
O primát největšího vodopádu Austrálie soupeří s vodopádem Tin Mine v Australských Alpách, který má celkovou výšku 459 metrů, ale skládá se z řady menších kaskád, kdežto hlavní stupeň Wallamanova vodopádu padá nepřetržitě do hloubky 268 metrů.
Vodopád vznikl před padesáti miliony lety, když konvergentní rozhraní vytvořilo na východním pobřeží Austrálie Athertonovu plošinu. Stony Creek se vrhá přes její hranu a vlévá se do Herbertovy řeky. Síla vody vymlela pod vodopádem dvacet metrů hlubokou nádrž. Vodopád se vyznačuje mimořádně čistou vodou a je vyhledávanou turistickou atrakcí, kterou navštíví okolo sta tisíc návštěvníků ročně.